# Frontera entre Eslovaquia y Hungría
La frontera entre Hungría y Eslovaquia es la línea que separa los dos países, Hungría y Eslovaquia.

## Geografía
El extremo occidental es el trifinio con Austria. Desde Bratislava hasta Štúrovo, el Danubio forma la frontera por unos 150 km. Al este, Tisza forma la frontera por 5 km hasta el trifinio con Ucrania.
La montaña Veľký Milič (895 m) en eslovaco o Nagy-Milic en húngaro es el punto más alto de la frontera entre los dos países. El punto más bajo de Eslovaquia se encuentra en la frontera en el pueblo de Klin nad Bodrogom (94 m).

## Historia

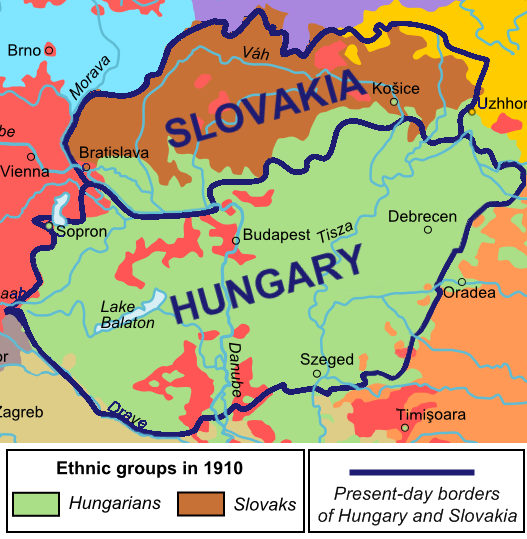
Mapa lingüístico de 1910 con fronteras modernas superpuestas, que después de la Primera Guerra Mundial se basaba solo aproximadamente en las fronteras lingüísticas.

La frontera entre Eslovaquia y Hungría data de la independencia de Checoslovaquia en 1918. Fue trazada por una comisión internacional en la que el geógrafo francés Emmanuel de Martonne desempeñó un papel vital, pero era entonces un segmento de la frontera húngaro-checoslovaca, confirmada por el Tratado de Trianón en 1920. Fue modificada por el primer arbitraje de Viena el 2 de noviembre de 1938, a favor de Hungría. El 14 de marzo de 1939, Eslovaquia tomó el lugar de Checoslovaquia al declarar su independencia.

Modificación de la frontera de Eslovaquia durante la Segunda Guerra Mundial:
1 y 4 territorios cedidos a Alemania, 2 territorios cedidos a Hungría después del primer arbitraje de Viena, 3 territorios cedidos a Hungría después de la guerra de marzo de 1939.

Después de una breve guerra entre los dos países entre el 23 de marzo de 1939 y el 31 de marzo de 1939 que terminó en una victoria táctica de las tropas húngaras, la frontera se cambió nuevamente el 4 de abril de 1939. Eslovaquia pierde 1 697 km² , 69.930 habitantes y 78 municipios en el este del territorio en las cercanías de Stakčín y Sobrance.
En 1945, los aliados victoriosos devolvieron a Checoslovaquia los territorios anexados por Hungría en 1938 y 1939.
En 2001, el puente Mária Valéria en el Danubio entre Štúrovo y Esztergom se reabrió al tráfico, fue destruido al final de la Segunda Guerra Mundial por los alemanes en retirada.

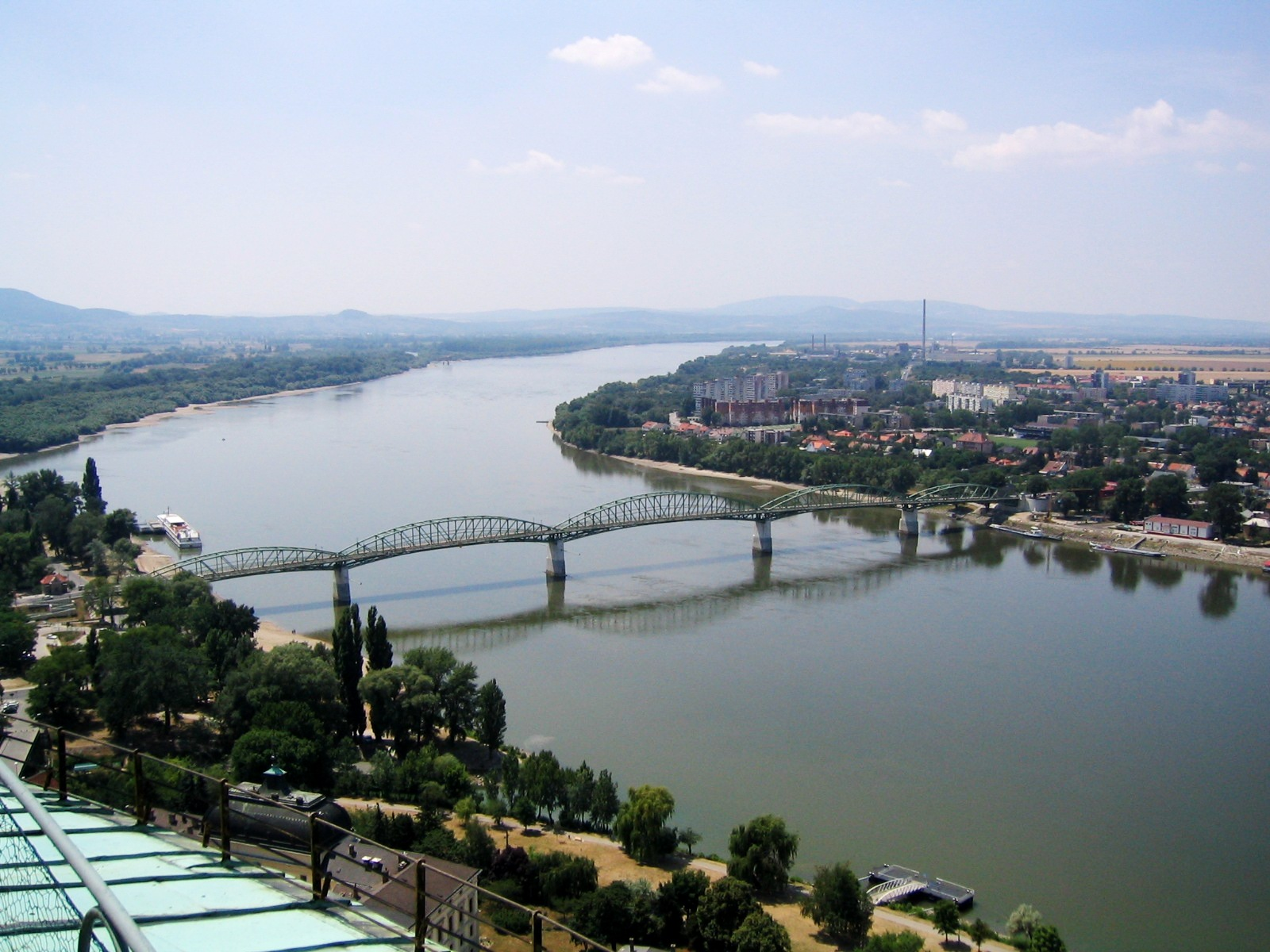
Puente de Mária Valéria entre Štúrovo (Esl.) y Esztergom (Hun.)